# Computer Graphics Metafile
Computer Graphics Metafile（CGM）は、フリーかつオープンな国際標準ファイルフォーマットであり、2次元ベクターグラフィックスやラスターグラフィックス、テキストなどを含む。ISO/IEC 8632 で定義されている。

## 概要
全てのグラフィカルな要素はテキストのソースコードで記述でき、それをコンパイルすることでバイナリファイルか第2のテキスト表現を生成する。CGMは、特定のアプリケーション、システム、プラットフォーム、デバイスに依存しない2次元のグラフィックス情報の表現形式であり、グラフィックスデータをコンピュータ間で交換するための手段を提供する。メタファイルであるため、CGMファイルには他のファイルを指定する情報が含まれている。CGMフォーマットには機能や実体を表す様々な要素があり、幅広いグラフィックス情報や幾何学プリミティブを格納できる。通常の画像ファイルフォーマットとは異なり、CGMはグラフィカルなコンポーネントを使って画像を描画するための命令やデータが格納されていて、一種のオブジェクト指向になっている。
CGMは他のフォーマットに比べてWebページではあまり使われていないが、工学などの方面ではよく使われている。
当初、CGMはGraphical Kernel System (GKS) のプリミティブ操作の並びを効率的に表したものだった。テクニカルイラストレーションやインダストリアルデザインで採用されたが、現在ではSVGやDXFにほとんど取って代わられている。
World Wide Web Consortium はWeb上での利用を意図したCGMのプロファイル WebCGM を開発した。

## 歴史
- 1986年 – ANSI X3 122-1986 （ANSI X3委員会）
- 1987年 – ISO 8632-1987 （ISO）
- 1991年 – ANSI/ISO 8632-1987 （ANSIおよびISO）
- 1992年 – ISO 8632:1992, a.k.a CGM:1992 （ISO）
- 1999年 – ISO/IEC 8632:1999, 2nd Edition （ISO/IEC JTC1/SC24）
- 2001年12月17日 – WebCGM （W3C）
- 2007年1月30日 – WebCGM 2.0 （W3C）
- 2010年3月1日 – WebCGM 2.1 （W3C）